# 窦希玠
窦希玠（?—?），唐朝官员，出自河南窦氏，窦诞之孙，窦孝慈之子。
窦希玠年轻时袭爵莘国公，唐中宗时为礼部尚书，以恩泽赐实封二百五十户。萧至忠弹劾祝钦明、窦希玠与户部尚书李承嘉等罪，百僚震悚。景龙四年（710年）四月乙未，唐中宗幸隆庆池，结彩为楼，宴侍臣，泛舟戏乐，到达礼部尚书窦希玠家宅。唐隆政变后，景元元年（710年）八月己巳，唐睿宗]]任命韦安石为尚书右仆射、同中书门下三品兼太子宾客，礼部尚书窦希玠为太子少傅。唐玄宗开元初年，为太子少傅、开府仪同三司。窦希玠有子窦錫、窦銳。